# یواس‌اس سنت (اس‌اس-۴۰۸)
یواس‌اس سنت (اس‌اس-۴۰۸) (به انگلیسی: USS Sennet (SS-408)) یک زیردریایی بود که طول آن ۳۱۱ فوت ۸ اینچ (۹۵٫۰۰ متر) بود. این زیردریایی در سال ۱۹۴۴ ساخته شد. USS Sennet (SS-408) یک زیردریایی ناوگان بود که در کشتی سازی نیروی دریایی پورتسموث در کیتری، مین ساخته شد و در 22 اوت 1944 راه اندازی شد. او چهار گشت زنی جنگی در اقیانوس آرام انجام داد و 18276 تن را غرق کرد. در چهارمین و آخرین گشت زنی خود، Sennet از میدان های مین دشمن لغزید و به دریای ژاپن نفوذ کرد و صلیب نیروی دریایی را برای کاپیتان خود به دست آورد و همه خدمه خود را به "انجمن طفره زن توانا مین" تبدیل کرد. پس از جنگ، Sennet در سومین اکسپدیشن قطب جنوب دریاسالار برد شرکت کرد، به طور گسترده در اقیانوس اطلس، مدیترانه و دریای کارائیب فعالیت کرد و در طول UNITAS IV و VIII دو دور آمریکای جنوبی انجام داد. USS SENNET در 2 دسامبر 1968 در چارلستون، SC از رده خارج شد و در 15 ژوئن 1973 به عنوان قراضه فروخته شد. این سابقه نظامی او است، اما چیزهای بیشتری برای گفتن وجود دارد.